# Ванино (порт)
Порт Ва́нино — российский морской порт федерального значения в глубоководной бухте Ванина, крупнейший в Хабаровском крае. Второй по грузообороту (26,8 млн тонн в 2015 году) морской порт в Дальневосточном бассейне России. Административно находится в границах посёлка Ванино, является его градообразующим предприятием.

## Описание
Порт Ванино — крупнейший транспортный узел Хабаровского края. Он расположен на северо-западном берегу бухты Ванина в Татарском проливе и на Байкало-Амурской железнодорожной магистрали. Навигация в порту открыта круглый год. В зимний период, когда акватория бухты покрыта льдом (с января по март), проводка судов осуществляется с помощью ледоколов. Порт работает круглосуточно.
В торговом порту имеется 22 грузовых причала и пирса общей протяжённостью более 3 км. Они входят в состав четырёх перегрузочных комплексов и нефтеналивного терминала.
Ванинский порт — транспортный узел, связывающий воедино железнодорожный, морской и автомобильный пути сообщения. Через Ванино поставляются грузы в северо-восточные регионы России, Японию, Южную Корею, Китай, Австралию, США и другие страны Азиатско-Тихоокеанского региона. Выгодное географическое расположение порта открывает ближайший выход к морю грузам, идущим с запада по Байкало-Амурской и Транссибирской железнодорожным магистралям. С 1973 г. работает морская железнодорожная переправа Ванино — Холмск.
Нефтеналивной терминал включает 3 причала. Суммарная ёмкость резервуарного парка нефтетерминала составляет 200 тыс. м³, из них 120 тыс. м³ предназначены для хранения тёмных нефтепродуктов и 80 тыс. м³ — для светлых нефтепродуктов. Производственные мощности терминала позволяют перегружать до 3 млн тонн нефтегрузов в год.
В состав портового флота входят более 20 единиц судов различного назначения, в том числе: несколько буксиров-кантовщиков («Тугнуй» и «Ургал»), один морской буксир, судно-водолей, маслозаправщик, сборщик льяльных вод, два самоходных и два несамоходных плашкоута, лихтеры, танкер-бункеровщик, нефтемусоросборщики, два пассажирских катера.

## История
Глубоководная бухта Ванина (названная в честь военного топографа Иакима Клементьевича Ванина) открыта в мае 1853 года. Впервые появилась на российских морских картах в 1876 году, благодаря экспедиции по исследованию Татарского пролива.
Освоение бухты Ванина началось в 1939 году. 21 мая 1943 года Государственный Комитет Обороны СССР издал постановление о строительстве железнодорожной линии Комсомольск-на-Амуре — Советская Гавань и морского порта в бухте Ванина. Официальная дата основания порта — 18 октября 1943 года. В этот день Дальневосточным морским пароходством утверждено штатное расписание портового пункта Ванино.
В апреле 1944 года был досрочно сдан в эксплуатацию первый пирс, 20 июля 1945 года из Комсомольска-на-Амуре в бухту Ванина прибыл первый поезд. В строительстве дороги большую роль сыграли заключённые, солдаты строительных батальонов, а также около 50 тысяч военнопленных. В посёлке была открыта железнодорожная станция, носящая название «Ванино-Вокзал».
Значение Ванинского порта резко возросло начиная с лета 1946 года, после того, как портовые сооружения в Находке были разрушены взрывом парохода «Дальстрой» (24 июня 1946 года).
Порт Ванино, Ванинский ИТЛ (Ванинский транзитно-пересыльный лагерь) стал пересадочным пунктом для этапов заключённых, следовавших на Колыму. На станции и в порту Ванино происходила перегрузка заключённых из эшелонов на пароходы, следовавшие в Магадан — административный центр ГУ СДС НКВД-МВД СССР «Дальстрой» и Севвостлага.
С окончанием эпохи исправительно-трудовых лагерей в СССР в середине 50-х годов 20-го века порт развивался как торговый, основным предназначением которого был экспорт различных грузов в страны Азиатско-Тихоокеанского региона, преимущественно сырой древесины (лес-кругляк, доска). С 1973 года и по настоящее время работает паромная переправа с материка на Сахалин — из Ванино в Холмск ходят грузопассажирские паромы проекта 1809, которые так и называются — «Сахалин».
В 21 веке порт перепрофилируется на экспорт угля, в связи с чем идёт его значительное расширение за пределы бухты Ванина и интенсивное строительство транспортных и производственных объектов. В 2008 году на полуострове к северу от Ванинской бухты, между мысом Бурный и мысом Мучукей-Дуа, компанией СУЭК с нуля построен новый балкерный терминал и железнодорожный терминал «Дальтрансуголь».
Начиная с 2013 года и по настоящее время в районе п. Токи, к северу от бухты Мучке и до мыса Токи осуществляются обширные ландшафтные и строительные работы под новые портовые и транспортные сооружения. Кроме этого, выполняется реконструкция части объектов железной дороги «Комсомольск-на-Амуре — Советская Гавань», с целью увеличения пропускной способности. В пригороде г. Советская Гавань строится новая тепловая электростанция проектной мощностью 120 МВт. Выход Совгаванской ТЭЦ на проектную мощность первой очереди запланирован к 2020 году.

## Операторы терминалов
| Оператор                          | Функция терминала | Площадь терминала (га) | Количество причалов | Длина причального фронта (м) | Пропускная способность (тыс. тонн в год) |
| --------------------------------- | ----------------- | ---------------------- | ------------------- | ---------------------------- | ---------------------------------------- |
| «Ванинский морской торговый порт» | универсальный     | 93,15                  | 17                  | 2504                         | 8000                                     |
| «Дальтрансуголь»                  | балкерный         | 102,23                 | 1                   | 699                          | 12 000                                   |
| «Трансбункер-Ванино»              | нефтеналивной     | 1,18                   | 3                   | 179                          | 3500                                     |

## Показатели деятельности
| год       | 2003 | 2004 | 2005 | 2006 | 2007 | 2008 | 2009 | 2010 | 2011 | 2012 | 2013 | 2014 | 2015 | 2016 | 2017 | 2018 | 2022 | 2023 |
| --------- | ---- | ---- | ---- | ---- | ---- | ---- | ---- | ---- | ---- | ---- | ---- | ---- | ---- | ---- | ---- | ---- | ---- | ---- |
| млн. тонн | 7,4  | 7,0  | 8,7  | 9,5  | 9,9  | 10,3 | 14,5 | 17,3 | 19,1 | 20,4 | 23,8 | 26,2 | 26,8 | 30,2 | 29,2 | 29,5 | 37,6 | 35,0 |

Ванинский порт в январе—июне 2021 года сократил перевалку грузов к аналогичному периоду 2020 года на 7,5%, до 3,5 млн тонн.

## Персоналии
- Онучина, Раиса Михайловна (1915—1976) — крановщица порта, Герой Социалистического Труда.